# Exolon
Exolon ist ein Computerspiel von Raffaele Cecco, das 1987 von der Computerfirma Hewson Consultants für die Heimcomputer Sinclair ZX Spectrum, Commodore 64 und Amstrad CPC veröffentlicht wurde. Später wurde das Spiel auch auf den 16-Bit-Computern Amiga und Atari ST herausgebracht.
Das Spiel wurde unter anderem auf C64 DTV im Jahre 2004 wiederveröffentlicht.

## Spielprinzip
Der Spieler steuert einen futuristischen Soldaten, der sich durch etliche unterschiedliche Level schlagen muss. Die jeweiligen Level sind angefüllt mit unterschiedlichen Monstern, Raketen, Minen und anderen Fallen. Der Spieler selbst kann sich mit einer Pistole oder mit einer fliegenden Granate verteidigen. Beide Waffen haben unterschiedliche Wirkung bei den unterschiedlichen Gegnern.